# Scopula longitarsata
Scopula longitarsata là một loài bướm đêm trong họ Geometridae.